# Mesoligia onychina
Mesoligia onychina är en fjärilsart som beskrevs av Herrich-Schäffer 1856. Mesoligia onychina ingår i släktet Mesoligia och familjen nattflyn. Inga underarter finns listade i Catalogue of Life.